# عمر إتش علي
عمر إتش علي (بالإنجليزية: Omar H. Ali)‏ هو مؤرخ أمريكي، ولد في 10 فبراير 1971.